# Рифы Тобаго
Рифы Тобаго (англ. Tobago Cays) — группа пяти необитаемых островов около южной оконечности Гренадин. Принадлежат Сент-Винсенту и Гренадинам. Являются объектом туризма.

## География
Острова достаточно скалистые, с заросшими кактусом склонами, берега бухт покрыты порошкообразным белым песком. Риф состоит из 5 крошечных островков:
- Барадоль (Baradol)
- Джеимсби (Jamesby)
- Петит Рамо (Petit Rameau)
- Петит Бато (Petit Bateau)
- Петит Тобак (Petit Tobac)

В настоящее время на рифах существует национальный парк.

## Интересные факты
На островке Петит-Тобак снимались многие эпизоды фильма «Пираты Карибского моря».